# Iglesia del Trono de María
La Iglesia del Trono de María (en latín: Ecclesia Kathismatis, del griego: κάθισμα, kathisma, trono o silla), generalmente conocida en la literatura como Iglesia del Kathisma o  Antigua Kathisma, era una iglesia bizantina del siglo V ubicada en Tierra Santa, entre Jerusalén y Belén . Estaba construida sobre el supuesto lugar de descanso de María de camino a Belén que es mencionado en el Proto-Evangelio de Santiago. La iglesia fue construida cuando la  devoción mariana ganó gran importancia por primera vez, tras el Primer Concilio de Éfeso de 431. Es una de las primeras iglesias que se sabe fueron dedicadas a la Theotokos (María, la portadora de Dios) en todo el Imperio Bizantino.

## Historia

### Período bizantino
Según la tradición, la iglesia y el monasterio fueron construidos en el año 456 d. C. por una viuda rica, de nombre Ikelia o Iqilia. Fue ampliada en algún momento entre 531 y 538, añadiendo un segundo anillo alrededor del octágono interior. Fue dedicada a María Theotokos (la portadora de Dios). Como se afirmó que era el lugar donde María se había sentado a descansar de camino a Jerusalén, el sitio se convirtió en lugar de peregrinación.

### Período árabe
Después de la conquista árabe, durante la primera mitad del siglo VIII el ábside sur fue convertido en una mezquita y se agregó un mihrab, mientras que el resto de la estructura siguió utilizándose como iglesia. La iglesia y el monasterio fueron destruidos durante la invasión persa en 614. Desde entonces se olvidó su ubicación exacta. Durante siglos, la existencia de esta iglesia se conocía únicamente a través de la literatura bizantina, pues yacía enterrada totalmente en el terreno de un olivar.

### Redescubrimiento
En 1927 se estableció un kibutz, Ramat Rajel, cerca del sitio. Durante las obras de construcción de la Autopista 60 (Israel-Palestina) en 1992, cerca del Monasterio de San Elías, se descubrió accidentalmente un conjunto de ruinas. El curso de la carretera tuvo que cambiarse para evitar daños en el sitio, de modo que las ruinas ahora están justo al lado de la carretera, en lo que alguna vez fuera el límite municipal entre Jerusalén y Belén antes de 1967. El sitio fue excavado en 1997, y las excavaciones arqueológicas revelaron posibles restos de un pequeño altar rectangular de la primera mitad del siglo V, pero principalmente una iglesia octagonal grande y fastuosa y su monasterio, similares a las descripciones de la iglesia, por lo que se ha asumido que las ruinas corresponden a la iglesia.

## Importancia: Novedades

### Nuevo culto mariano
La Kathisma fue la primera iglesia dedicada estrictamente a María en Jerusalén y sus alrededores. Estaba dedicada a la Theotokos, "la que Diera a Luz a Dios", muy de acuerdo con las decisiones tomadas durante el Primer Concilio de Éfeso con respecto al dogma cristiano en el año 431 d. C., y fue erigida bajo la dirección del obispo de Jerusalén, Juvenal, uno de los participantes en el Concilio de Éfeso.
La iglesia está vinculada con la introducción de la primera fiesta estrictamente mariana, la celebración de la Theotokos, que fue inaugurada por Juvenal en la Kathisma. En un principio se fijó para el 15 de agosto, pero tuvo que hacerse dos días antes, el 13 de agosto, para dar espacio a otra fiesta mariana, la de la Asunción. La iglesia fue construida en 456, cinco años después del Concilio de Calcedonia, que reafirmó las decisiones tomadas en Éfeso y que finalmente concedió a Juvenal, en tanto obispo de Jerusalén, independencia eclesiástica, equivalente a la que tenían Roma, Constantinopla, Alejandría y Antioquía.

### Procesión de velas
Ikelia introdujo en la Kathisma una nueva costumbre: una procesión de velas para conmemorar la purificación de la Virgen María en el Templo de Jerusalén cuarenta días después del nacimiento de Jesús. Esta costumbre se extendió primero a gran parte de la Iglesia Oriental, y más tarde a la Iglesia Occidental, donde se le conoce como 'la Fiesta de la Candelaria.

## Descripción
La iglesia de la Kathisma tiene forma de octágono con tres anillos concéntricos. Fue diseñado para resaltar la roca de la Kathisma (trono o asiento) que se encuentra en su centro, el lugar sagrado donde según el protoevangelio de Santiago se sentó a descansar María de camino a Jerusalén. El área total de la estructura es de 52 x 43M y estaba construida sobre lecho de roca.
El anillo octágonal interior servía para que los fieles pudieran ver el asiento o trono de piedra. El anillo exterior alrededor tenía cuatro salas, con capillas entre ellas. Los pisos estaban cubiertos de mármol y mosaicos de colores de diseños florales y geométricos, algunos de ellos añadidos en el siglo VIII. El plano octagonal del edificio se puede apreciar en otras iglesias y estructuras antiguas, como la casa de San Pedro en Cafarnaúm, o la iglesia y el monasterio construidos en el monte Guerizín cerca de Nablus (Siquem), y posiblemente la Cúpula de la Roca en Jerusalén.
El anillo octágonal interior servía para que los fieles pudieran ver el asiento o trono de piedra. El anillo exterior alrededor tenía cuatro salas, con capillas entre ellas. Los pisos estaban cubiertos de mármol y mosaicos de colores de diseños florales y geométricos, algunos de ellos añadidos en el siglo VIII.
El plano octagonal del edificio se puede apreciar en otras iglesias y estructuras antiguas, como la casa de San Pedro en Cafarnaúm, o la iglesia y el monasterio construidos en el monte Guerizín cerca de Nablus (Siquem), la Iglesia de la Natividad de Belén del siglo IV y otras iglesias bizantinas, y fue posiblemente imitado en la construcción de la Cúpula de la Roca musulmana a finales del siglo VII. Según los estudiosos, el Kathisma fue el diseño original y su diseño arquitectónico único se copió en las otras estructuras. En el costado sur de la iglesia hay ruinas del monasterio, que cubren un área de 1,5 dunas, y un gran pozo.